# Гиганты и большеголовые

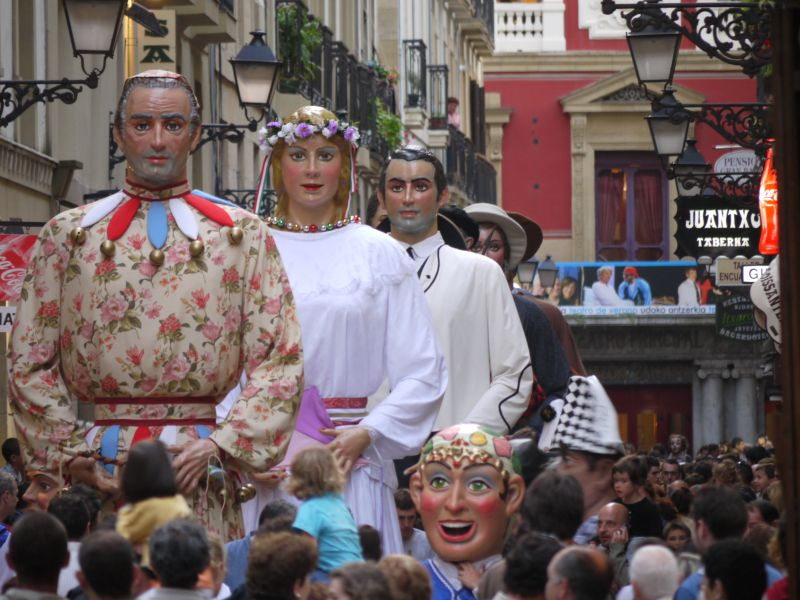
Gigantes y cabezudos в городе Сан-Себастьян

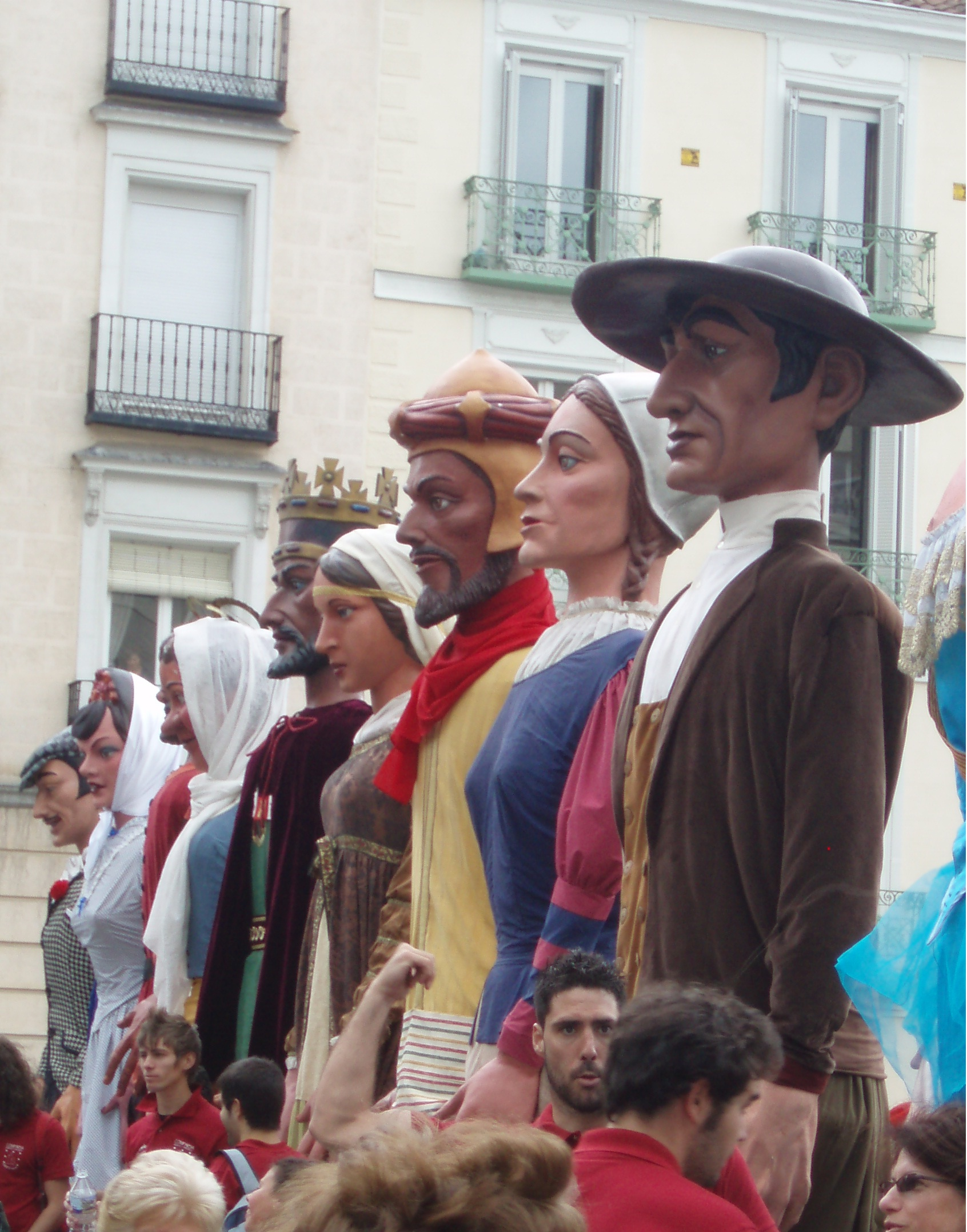
Gigantes y cabezudos в Мадриде

«Гиганты и большеголовые» («Великаны и большеголовые», исп. Gigantes y cabezudos) — традиционный парад, являющийся неотъемлемой частью фестивалей Испании и Латинской Америки. Традиционно люди создают большие фигуры людей (gigantes), которые танцуют на улицах больших городов и ходят шеренгами по 3-5 гигантов. Кроме гигантов, существуют фигуры людей с непропорционально большой головой (cabezudos), которые ходят парами и процессиями. Cabezudos часто называют chabes в Валенсии и реже — kilikis. На параде иногда размахивают свиными мочевыми пузырями на палочках.
Гиганты — фигуры людей высотой в несколько метров. Ими управляет человек, находящийся внутри. Чаще всего гиганты представляют собой известных или исторических личностей.
Фигуры могут быть изготовлены из гипса или картона. Одежда чаще всего изготавливается из полиэстера. Внутренняя часть изготавливается из дерева, железа или алюминия. Gigantes является названием больших фигур людей в испанском языке. В других регионах они называются Els gegants (Каталония), gigantones (Кастилия), gigantillas (город Сантандер). Существуют также манекены с конскими головами, которые называются caballitos в Наварре и zaldihos в стране Басков. В Испании часто организуются экскурсии с показом парада гигантов и большеголовых людей.
Парад Gigantes y cabezudos является традицией более чем в 90 странах, но их происхождение сильно отличается. Их первые письменные упоминания датируются 15 веком из стран Африки, Азии и Европы. У коренных племён Америки до прибытия европейцев были парад фигур людей, напоминающих Gigantes y cabezudos.
Происхождение этого обычая в Испании восходит к раннему средневековью. В течение этого периода времени Пиренейский полуостров был значительно заселён мусульманами. В исламе нельзя было изображать живых существ. Христиане вытесняли мусульман либо поселялись в отдалённых частях Испании, где возрождали свои традиции и рождали новые (в том числе Gigantes y cabezudos). В 1201 году в Памплоне впервые появились три фигуры гигантов. Они изображали жителей Памплоны: Перо-Сусиалес (дровосек), Мари-Сусиалес (простая жительница) и Джучеф-Лакурари (еврей).
Парад начал распространяться по Испании в 1424 году, когда в Барселоне он стал проводиться ежегодно 25 сентября (в день Святого Марка). Немного позже он распространился в Кастилии и Арагоне. Там к шествию начали добавлять музыку, под которую поворачивались фигуры. После этого парад стал распространён в Наварре и Валенсии. Позже он распространился во всей Испании, а затем в других частях света.
25 ноября 1898 года в театре сарсуэлы состоялась премьера оперетты «Gigantes y cabezudos» в одном акте и трёх картинах, которую написал Мануэль Фернандес Кабальеро. В сюжете двое мужчин — Pilar (живёт в Испании) и Jésus (воюет на Кубе) влюблены в одну девушку. Второй написал ей письмо. Pilar верил, что Jésus не вернётся с войны, но когда война закончилась, они снова встречаются.